# Neukirchen-Balbini
Neukirchen-Balbini település Németországban, azon belül Bajorországban. Lakosainak száma 1148 fő (2023. december 31.).

## Népesség
A település népessége az elmúlt években az alábbi módon változott:
| Lakosok száma | 645  | 682  | 913  | 1218 | 1149 | 1135 | 1123 | 1131 | 1130 | 1148 |
|               | 1875 | 1950 | 1975 | 1987 | 2012 | 2014 | 2016 | 2017 | 2021 | 2023 |